# Andreas Steffens
Andreas Steffens (* 19. November 1957 in Wuppertal) ist ein deutscher Philosoph, Schriftsteller und bildender Künstler.

## Leben
Nach seinem Studium in Düsseldorf und Münster wurde Steffens 1989 in der Heinrich-Heine-Universität in Düsseldorf promoviert. 1995 habilitierte er sich an der Universität Kassel, wo er anschließend bis 2005 als Privatdozent für Philosophie (Schwerpunkt Kulturtheorie, Anthropologie und Ästhetik) lehrte. Seitdem ist er freiberuflich tätig.
Ab 1980 wirkte Steffens auch als Galerist (Wuppertaler Galerie Epikur, bis 1990) und Kritiker. 1997 war er Gründungsmitglied der interdisziplinären Künstler-Gruppe „das künstliche gelenk“.
Steffens veröffentlichte wissenschaftliche, kunstkritische und literarische Beiträge in Zeitschriften wie Neue Rundschau, Paragrana, Weimarer Beiträge und neue bildende kunst. Von 2001 bis 2004 schrieb er die Kolumne „Fundstücke“ in neue deutsche literatur.
Er war von 1987 bis 1990 Redakteur und Mitherausgeber der zeitmitschrift, einem Düsseldorfer Journal für Ästhetik und Politik. Derzeit gehört er zur Redaktion der Literaturzeitschrift Karussell.

## Auszeichnungen und Ehrungen
- 1987: Preis der Stiftung zur Förderung der Philosophie
- 2009: Preis der Enno und Christa Springmann-Stiftung

## Veröffentlichungen (Auswahl)
- Das Innenleben der Geschichte: Anläufe zur Historischen Anthropologie (= Historie in der Blauen Eule. Band 1). Blaue Eule, Essen 1984, ISBN 3-924368-32-5.
- Philosophie des 20. Jahrhunderts oder die Wiederkehr des Menschen. Reclam-Verlag, Leipzig 1999.
- Nach der Postmoderne (Hg., mit Christine Pries und Wilhelm Schmid). Bollmann Verlag, Düsseldorf 1992.
- Poetik der Welt. Europäische Verlagsanstalt, Hamburg 1995.
- Gerade genug: Essays und Miniaturen. NordPark Verlag, Wuppertal 2010.
- Ontoanthropologie. Vom Unverfügbaren und seinen Spuren. Nordpark Verlag, Wuppertal 2011, ISBN 978-3-935421-55-3.
- Selbst-Bildung. Die Perspektive der Anthropoästhetik. Athena Verlag, Oberhausen 2011  (= C. P. Buschkühle, J. Kettel, M. Urlaß (Hg.): Kunst und Bildung. Band 6).
- Die Narbe oder Vom Unerträglichen: Versuch über Unglück, Arco Verlag, Wuppertal 2017, ISBN 978-3-938375-79-2.
- Anthropoesie. Gedankendichtung und Menschendenken: Das Paradigma Elazar Benyoëtz. NordPark Verlag, Wuppertal 2019, ISBN 978-3-943940-56-5.
- Das Wesen, das nicht eines ist: Anthropologie der Verwandlung. NordPark Verlag, Wuppertal 2020, ISBN 978-3-943940695.
- Auf Umwegen. Nach Hans Blumenberg denken. Arco Verlag, Wuppertal 2021, ISBN 978-3-96587-015-4.
- Aufgehoben. Petits fours II. Aphorismen 2010–2020. Hg. und mit einem Nachwort von Friedemann Spicker. Königshausen und Neumann, Würzburg 2021, ISBN 978-3-8260-7479-0.
- Das Verhängnis Identität oder Der Zwang, etwas zu sein. Königshausen und Neumann, Würzburg 2022, ISBN 978-3-8260-7734-0.
- Materien des Denkens. Nach Beuys. Königshausen und Neumann, Würzburg 2023, ISBN 978-3-8260-7480-6.
- Farbgedacht. Der Maler Frank Hinrichs. Königshausen und Neumann, Würzburg 2024, ISBN 978-3-8260-8569-7.
- Heimkehr in die Fremde. Pariser Ankünfte. Königshausen und Neumann, Würzburg 2024, ISBN 978-3-8260-8571-0.
- Landgänge. Mensch und Meer. Arco Verlag, Wien und Wuppertal 2024, ISBN 978-3-938375-97-6.